# Rubus pseudolusaticus
Rubus pseudolusaticus är en rosväxtart som beskrevs av G.H.Loos. Rubus pseudolusaticus ingår i släktet rubusar, och familjen rosväxter. Inga underarter finns listade i Catalogue of Life.